# 沃納鎮區 (密歇根州)
沃納鎮區（英語：Warner Township）是位於美國密歇根州安特里姆縣的一個行政鎮區。

## 地方資料
沃納鎮區的面積為92.18平方千米，當中陸地面積為91.94平方千米，而水域面積為0.23平方千米。根據2020年美國人口普查的數據，當地共有人口364人，而人口密度為每平方千米3.95人。